# Dell Publishing
La Dell Publishing, casa editrice statunitense di libri, riviste e fumetti, fu fondata nel 1921 da George T. Delacorte Jr. con 10 000 dollari, due impiegati e una rivista intitolata I Confess. Ben presto cominciò a pubblicare dozzine di riviste pulp, da storie poliziesche pagate un tanto a parola ad articoli sulle pellicole cinematografiche, persino a romanzi rosa (chiamati familiarmente smoochies, traducibile con «sbaciucchiamenti»).
Durante gli anni venti, trenta e quaranta, la Dell era uno dei maggiori editori di riviste, compresi i pulp magazine. Tra le riviste umoristiche vi erano invece 1000 Jokes, lanciata nel 1938. Dal 1929 al 1974, ha pubblicato fumetti nella linea Dell Comics, la maggior parte della quale (1938-1962) fu realizzata in collaborazione con la Western Publishing. Nel 1943, Dell ha iniziato la pubblicazione di libri tascabili in edizione economica con la Dell Paperbacks. Ha anche adottato le etichette Dial Press, Delacorte Books, Yearling Books e Laurel Leaf Library.

## Volumi in edizione economica
La Dell mosse i primi passi nel settore delle edizioni economiche grazie alla sua collaborazione con la Western Publishing. William Lyles ha scritto, «La Dell aveva bisogno di carta, che la Western aveva nel 1942, e contemporaneamente la Western era alla ricerca di opere da stampare, che la Dell poteva fornire con la sua nuova linea di volumi in edizione economica. Così nacque la Dell Books, creata da Delacorte della Dell e Lloyd E. Smith della Western.»
Quando la Dell cominciò a pubblicare volumi paperback nel 1942, l'idea di un mercato di massa per i libri in edizione economica era relativamente nuova negli Stati Uniti; infatti il concorrente principale, la Pocket Books, aveva cominciato la produzione solo nel 1939. Un'analisi dei volume in edizione economica presenti all'epoca evidenzia una grande mancanza di uniformità e di uno standard comune; ogni azienda che entrava nel settore cercava di distinguersi dai concorrenti. Lyles ha commentato, «La Dell ha raggiunto una varietà maggiore rispetto ai suoi primi concorrenti. Questo risultato fu raggiunto innanzitutto grazie allo stile facilmente identificabile delle copertine aerografate per la narrativa prevalentemente popolare, i diversi loghi "eye-in-key" – ossia raffiguranti un occhio che guarda da un buco della serratura –, le mappe sulla quarta di copertina, gli elenchi dei personaggi, e le "tantalizer-pages" – ossia pagine che servivano a stuzzicare la curiosità dei lettori. La grafica si rivelò geniale da un punto di vista commerciale: attraeva compratori, faceva vendere libri.»
I primi quattro volumi non avevano mappe sulla quarta di copertina; questo particolare comparve con Dell n. 5, Four Frightened Women di George Harmon Coxe. Una riedizione successiva di Dell n. 4, The American Gun Mystery di Ellery Queen, aggiunse una mappa. La mappa doveva essere un aiuto per il lettore, illustrando i luoghi dove si svolgeva l'azione principale del romanzo. Alcune erano incredibilmente dettagliate, altre più stilizzate e astratte. I libri furono quasi immediatamente chiamati mapback e tale denominazione persiste ancora oggi tra i collezionisti. Le mappe erano “delicate e dettagliate”.
La collana mapback era costituita principalmente da narrativa poliziesca e gialla (mystery) ma comprendeva una vasta gamma di generi, dai romanzi d'amore (Self-Made Woman di Faith Baldwin, n. 163) alla fantascienza (I primi uomini sulla Luna di H. G. Wells, n. 201), a libri di guerra (I Was A Nazi Flyer di Gottfried Leske, n. 21 e Eisenhower Was My Boss di Kay Summersby, n. 286), Western (Gunsmoke and Trail Dust di Bliss Lomax, n. 271), libri di barzellette (Liberty Laughs, Cavanah & Weir, n. 38) e persino cruciverba (Second Dell Book of Crossword Puzzles, a cura di Kathleen Rafferty, n. 278, oggi uno dei titoli più rari). Ci furono anche alcune edizioni collegate a pellicole cinematografiche (Le ragazze di Harvey di Samuel Hopkins Adams, n. 130, e Nodo alla gola di Alfred Hitchcock, n. 262) e tentativi occasionali di cimentarsi con un genere narrativo più artistico e meno popolare (Al Dio sconosciuto di John Steinbeck, n. 407). Romanzi oggi ormai dimenticati, a firma di autori per la maggior parte sconosciuti (Death Wears A White Gardenia, di Zelda Popkin, n. 13), si trovano nella stessa collana con edizioni economiche originali di pregio di famosi autori (Un uomo chiamato Spade, di Dashiell Hammett, n. 90). "La mappa in quarta di copertina piaceva molto ai lettori e continua ad attrarre i collezionisti... I mapbacks della Dell sono tra i volumi economici d'epoca più famosi".
Nei primi anni cinquanta, quando la collana aveva ormai superato i 400 volumi, la Dell cominciò ad aggiornare l'aspetto dei suoi libri. Nel 1951, le mappe in quarta di copertina cominciarono ad essere rimpiazzate da testi convenzionali e pubblicitari. Successivamente, furono realizzate mappe più stilizzate da Milton Glaser e Push Pin Studios.

## Dell Ten Cent Books
Fu allora che la Dell tentò due esperimenti, di breve durata, oggi assai ricercati dai collezionisti, la Dell First Editions e la Dell Ten Cent Books. I volumi della Ten Cent Books, 36 in tutto, erano sottili, in edizione brossurata e contenevano un breve racconto di sole 64 pagine (pubblicizzato come «troppo corto per una edizione popolare a un prezzo maggiore»), ad esempio Universo di Robert A. Heinlein (1951).
La Dell First Editions comprendeva romanzi (ovviamente prime edizioni) di John D. MacDonald, Fredric Brown, Jim Thompson, Elmore Leonard e Charles Williams.

## Ristampe di strisce a fumetti
Nel 1947, la Dell ha pubblicato due volumi paperback non numerati basati sulle strisce a fumetti della stampa quotidiana, Blondie e Dagoberto (Blondie and Dagwood in Footlight Folly) e Dick Tracy and the Woo Woo Sisters. Entrambi oggi sono molto ricercati dai collezionisti.
La Dell ha anche pubblicato la collana Twilight: Where Darkness Begins tra il 1982 e il 1987.
La Dell Publishing non esiste più come azienda indipendente. È stata acquistata ed è entrata a far parte del Bantam Dell Publishing Group della Random House, che usa anche alcune delle altre etichette della Dell. La Dell Magazines fu venduta nel 1997, e pubblica tuttora riviste di puzzle, nonché riviste di fantascienza, giallo e oroscopi.

## Etichette
- Dial Press
- Delacorte Books o Delacorte Press
- Yearling Books
- Laurel Leaf Library